# Аппер-Меріон Тауншип (Пенсільванія)
Аппер-Меріон Тауншип (англ. Upper Merion Township) — селище (англ. township) в США, в окрузі Монтгомері штату Пенсільванія. Населення — 33 613 особи (2020).

### Клімат
| Клімат : Аппер-Меріон Тауншип | Клімат : Аппер-Меріон Тауншип | Клімат : Аппер-Меріон Тауншип | Клімат : Аппер-Меріон Тауншип | Клімат : Аппер-Меріон Тауншип | Клімат : Аппер-Меріон Тауншип | Клімат : Аппер-Меріон Тауншип | Клімат : Аппер-Меріон Тауншип | Клімат : Аппер-Меріон Тауншип | Клімат : Аппер-Меріон Тауншип | Клімат : Аппер-Меріон Тауншип | Клімат : Аппер-Меріон Тауншип | Клімат : Аппер-Меріон Тауншип | Клімат : Аппер-Меріон Тауншип |
| Показник                      | Січ.                          | Лют.                          | Бер.                          | Квіт.                         | Трав.                         | Черв.                         | Лип.                          | Серп.                         | Вер.                          | Жовт.                         | Лист.                         | Груд.                         | Рік                           |
| Абсолютний максимум, °C       | 24,4                          | 23,9                          | 28,3                          | 36,7                          | 36,7                          | 37,8                          | 42,2                          | 41,1                          | 38,9                          | 32,2                          | 29,4                          | 24,4                          | 42,2                          |
| Середній максимум, °C         | 5,0                           | 6,7                           | 11,7                          | 17,8                          | 23,9                          | 28,3                          | 31,1                          | 30,6                          | 26,7                          | 20,0                          | 13,9                          | 7,2                           | 18,6                          |
| Середній мінімум, °C          | −5,6                          | −4,4                          | −0,6                          | 5,0                           | 10,6                          | 16,1                          | 18,9                          | 17,8                          | 13,3                          | 6,7                           | 1,7                           | −2,8                          | 6,4                           |
| Абсолютний мінімум, °C        | −24,4                         | −20,6                         | −13,3                         | −9,4                          | −1,7                          | −2,2                          | 8,9                           | 4,4                           | 1,7                           | −3,3                          | −10                           | −23,3                         | −24,4                         |
| Норма опадів, мм              | 86                            | 81                            | 102                           | 102                           | 107                           | 101                           | 121                           | 111                           | 124                           | 95                            | 97                            | 106                           | 1233                          |
| ----------------------------- | ----------------------------- | ----------------------------- | ----------------------------- | ----------------------------- | ----------------------------- | ----------------------------- | ----------------------------- | ----------------------------- | ----------------------------- | ----------------------------- | ----------------------------- | ----------------------------- | ----------------------------- |
| Джерело: The Weather Channel  |                               |                               |                               |                               |                               |                               |                               |                               |                               |                               |                               |                               |                               |

## Демографія
Згідно з переписом 2010 року, у селищі мешкало 28 395 осіб у 12 027 домогосподарствах у складі 7450 родин. Було 12800 помешкань
Расовий склад населення:
| - 76,0 % — білих - 14,7 % — азіатів - 5,5 % — чорних або афроамериканців - 0,2 % — корінних американців - 1,4 % — осіб інших рас |

До двох чи більше рас належало 2,1 %. Частка іспаномовних становила 3,9 % від усіх жителів.
За віковим діапазоном населення розподілялося таким чином: 19,9 % — особи молодші 18 років, 64,5 % — особи у віці 18—64 років, 15,6 % — особи у віці 65 років та старші. Медіана віку мешканця становила 39,4 року. На 100 осіб жіночої статі у селищі припадало 98,9 чоловіків;  на 100 жінок у віці від 18 років та старших — 97,2 чоловіків також старших 18 років.
Середній дохід на одне домашнє господарство  становив 111 963 долари США (медіана — 80 829), а середній дохід на одну сім'ю — 130 916 доларів (медіана — 99 604). Медіана доходів становила 68 673 долари для чоловіків та 55 552 долари для жінок. За межею бідності перебувало 6,3 % осіб, у тому числі 6,9 % дітей у віці до 18 років та 5,7 % осіб у віці 65 років та старших.
Цивільне працевлаштоване населення становило 15 452 особи. Основні галузі зайнятості: освіта, охорона здоров'я та соціальна допомога — 21,5 %, науковці, спеціалісти, менеджери — 18,5 %, роздрібна торгівля — 11,1 %, виробництво — 10,5 %.